# Yucca grandiflora
Yucca grandiflora ist eine Pflanzenart der Gattung der Palmlilien (Yucca) in der Familie der Spargelgewächse (Asparagaceae).

## Beschreibung
Die solitär wachsende Art ist stammbildend und erreicht eine Wuchshöhe von 2 bis 6 Metern. Die steifen, hochaufgerichteten Laubblätter bilden an den Blatträndern Fasern.
Der zwischen den Blättern beginnende, aufrechte, verzweigte Blütenstand wird 0,5 bis 1 Meter hoch. Die großen stiellosen Blüten sind charakteristisch.
Yucca grandiflora ist verwandt mit Yucca schottii. Das begrenzte Vorkommen überschneidet sich mit dem der Socco Yucca (Yucca madrensis).
Yucca grandiflora ist kaum bekannt und selten in Kultur. Bei trockenem Stand ist sie frosthart bis minus 15 °C. In Albuquerque, New Mexico, sind alte Exemplare zu bewundern.

## Verbreitung
Yucca grandiflora wächst in der Sonora-Wüste der Sierra Madre Occidental in Mexiko auf flachen, steinigen Hügeln in Höhenlagen zwischen 600 und 1200 Meter. Vergesellschaftet ist diese Art oft mit Agave shrevei und anderen Agaven-Arten.

## Systematik
Die Erstbeschreibung durch den amerikanischen Botaniker Howard Scott Gentry unter dem Namen Yucca grandiflora ist 1957 veröffentlicht worden.

## Bilder
Yucca declinata in Mexiko:

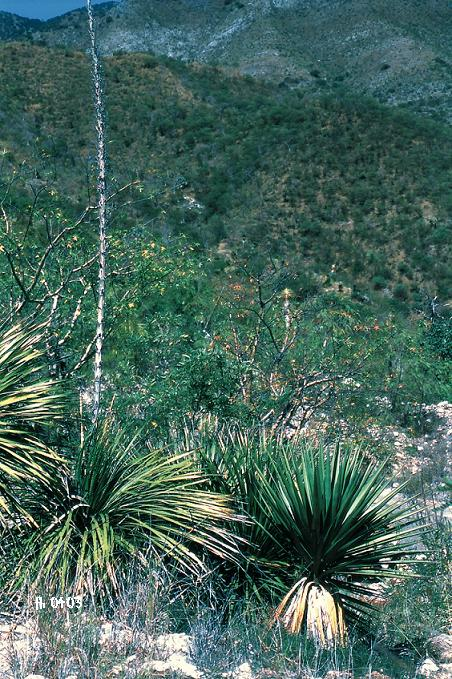
Mit Nolina spec.
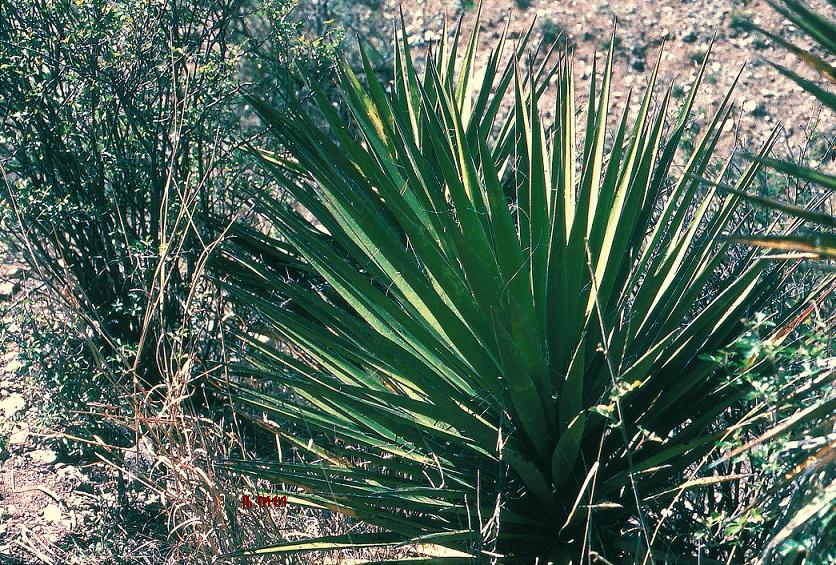
Blattrosette im Detail